# Дымбовица (озеро)
Дымбовица (рум. Lacul Dâmbovița) — озеро, расположенное на реке Дымбовица в Бухаресте, имеющее площадь 55 га. Озеро находится в 3 км от центра Бухареста и расположено между озером Мории на востоке, районом Джулешти на севере, коммуной Кьяжна и лесом Рошу на юге.
Проектируемое подземное шоссе предполагает туннель, который соединит озеро Мории, озеро Дымбовица и коммуну Кьяжна с центром города, площадью Унирии и румынской автомагистралью А1.